# Mansourah (Égypte)
Pour les articles homonymes, voir Mansourah.
Mansourah ou Al Mansoura (anciennement Massoure ou La Massoure en français) est une ville du nord-est de l'Égypte dans l'est du delta du Nil, à 120 km du Caire, chef-lieu du gouvernorat de Dakhleya, sur le bras oriental (Damiette) du Nil. Sa population était estimée à 480 000 habitants en 2010.
Mansourah est un centre commercial et industriel (industries textiles et alimentaires). La ville abrite l'université de Mansourah (1972) et l'institut polytechnique de Mansourah (1957).
Ses habitants sont les Mansouriotes (même suffixe que pour les Cairotes, habitants du Caire).

## Histoire
Fondée en 1219 par un neveu de Saladin, Al-Malik al-Kâmil Nâsîr ad-Dîn, qui avait succédé à son père Al-Adel comme sultan d'Égypte l'année précédente, Mansourah (qui signifie « la Victorieuse ») fut le théâtre d'une célèbre bataille lors de la septième croisade en 1250, au cours de laquelle les Égyptiens vainquirent les Francs et firent prisonnier Saint Louis. Le Dar Ibn Lockman, la maison où saint Louis a été emprisonné, est maintenant transformée en musée.
Un autre site intéressant est le palais de Shinnawi. Il a été construit par un architecte italien en 1928 et était considéré par certains comme le plus beau dans son style en dehors de l'Italie.

## Sport
La ville possède un club de football, l'Al Mansourah Sporting Club.

## Personnalités

### Naissance à Mansourah
- Labib Habachi, égyptologue, né en 1906, décédé en février 1984 ;
- Rushdy Abaza, acteur, né en 1926 ;
- Faten Hamama, actrice, née en 1931 ;
- Adel Imam, acteur, né en 1940 ;
- Théodore II d'Alexandrie, pape et patriarche copte, né en 1952 ;
- Amr Zaki, footballeur, né en 1983 ;
- Heba El-Sisy, Miss Égypte 2004 et présentatrice de télévision, née en 1983 ;
- Ramy Essam, chanteur égyptien, né en 1987.